# Miloš Krasić
Miloš Krasić (szerb cirill: Милош Красић) (Kosovska Mitrovica, 1984. november 1. –) szerb labdarúgó aki jelenleg a KS Lechia Gdańsk-ban játszik, a Szerb labdarúgó-válogatott állandó tagja.

## Pályafutása

### Fiatalabb kategóriák
Pályafutását a kosovo mitrovica-i Rudar-ban kezdte, ahol tehetségét az FK Vojvodina szakemberei fedezték fel. 14 évesen, 1999-ben az FK Vojvodina utánpótlás csapatában szerepel.

### CSZKA Moszkva
A 2004. januárban a CSZKA Moszkva szerződtette 2,5 millió euróért. Már az első itt töltött idényében megnyerte csapatával az UEFA kupát. A szerb labdarúgó az euro-kupáig vezető úton három mérkőzésben vett részt beleértve a döntőt is. A pályafutása folytatásában a CSZKA-val, kétszer nyerte meg az orosz labdarúgó-bajnokságot (2005 és 2006), három kupát (2005, 2006 és 2008), valamint az Orosz szuperkupát 2006-ban és 2007-ben.

### Juventus
2010. augusztus 20-án hivatalosan is bejelentik a transzfert 15 millió euró fejében a Juventushoz szerződik.

## Válogatott

### U-21-es válogatottság
Krasić szerepelt a válogatottban, amely a 2004-es olimpiai játékokon vett részt, valamint az U-21-es Európa-bajnokságokon 2004-ben, 2006-ban és 2007-ben.

### Első csapat
2007. március 24-én játszotta első mérkőzését Kazahsztán ellen.
A szerb válogatottnak, Radomir Antić szövetségi kapitány érkezése óta állandó tagja.
Első gólját Ausztria ellen szerezte 2008. október 15-én.

## Díjai, elismerései
2009-ben az év labdarúgójának választottak Szerbiában, 2010-ben pedig elnyerte az első Juventus Hungary Aranylabdát!
- UEFA-szuperkupa-ezüstérmes: 1 alkalommal
  - 2005: CSZKA Moszkva
- UEFA-kupa-győztes: 1 alkalommal
  - 2004–2005: CSZKA Moszkva
- Orosz Szuperkupa-győztes: 4 alkalommal
  - 2004: CSZKA Moszkva
  - 2006: CSZKA Moszkva
  - 2007: CSZKA Moszkva
  - 2009: CSZKA Moszkva
- Orosz labdarúgó-bajnokság-aranyérmes: 3 alkalommal
  - 2005: CSZKA Moszkva
  - 2006: CSZKA Moszkva
- Orosz labdarúgókupa-aranyérmes: 4 alkalommal
  - 2005: CSZKA Moszkva
  - 2006: CSZKA Moszkva
  - 2008: CSZKA Moszkva
  - 2009: CSZKA Moszkva